# بني يمل (زومي)
بني يمل هي إحدى مشيخات المملكة المغربية، تتبع جغرافيا لإقليم وزان وإداريًا لزومي. يقدر عدد سكانها بـ 5983 نسمة حسب الإحصاء الرسمي للسكان والسكنى لسنة 2004.